# Rasim Kerimow
Rasim Rafikoviç Kerimow (né le 13 juillet 1979 à Tejen à l'époque en RSS du Turkménistan et aujourd'hui au Turkménistan) est un footballeur international turkmène qui évoluait au poste de défenseur.

## Biographie

### Carrière en club
Rasim Kerimow joue au Turkménistan, en Russie et en Ukraine.

### Carrière en sélection
Il participe avec l'équipe du Turkménistan à la Coupe d'Asie des nations 2004.

## Palmarès
| Nisa Achgabat - Championnat du Turkménistan (2) : - Champion : 1996 et 1998-99. - Vice-champion : 1998 et 2002 - Coupe du Turkménistan (1) : - Vainqueur : 1998. - Finaliste : 1997 et 2000. |  | Ahal Änew - Championnat du Turkménistan D2 (1) : - Champion : 2009. |